# Нічліжка
Нічліжка — місце, яке пропонує максимально дешеве тимчасове житло, шляхом надання мінімальних послуг та зручностей. Приміщення для нічлігу.
Зазвичай у таких місцях туалети та ванні кімнати спільного користування, а розмір кімнат дуже маленький. Серед людей, які використовують нічліжки, здебільшого тимчасові постояльці.

## Квартири-клітки в Гонконзі
Квартири-клітки, описані як «клітки із сітчастої сітки, що нагадують кролячі, котрими вщент забиті напівзруйновані квартири», були побудовані у 50-х роках у Гонконзі для одиноких працюючих чоловіків з материкового Китаю. Станом на 2012 рік кількість збіднілих мешканців Гонконґу оцінювалася в 1,19 мільйона, а будинки з клітками, поряд з нестандартним житлом, таким як квартири в квартирах, все ще обслуговували частину житлових потреб цього сектора. Поєднання високої нерівномірності орендної плати та доходів було однією із причин збереження квартир-кліток.
Майкл Адорян, професор криміналістики університету Гонконґу, відзначив, що «ООН назвала будинки кліток і кабінок „образою людської гідності“».